# Sławęcin (Hrubieszów)
Sławęcin – część miasta Hrubieszowa w Polsce położona w województwie lubelskim, w powiecie hrubieszowskim. Leży w zachodniej części miasta, w okolicy ulicy Grabowieckiej.
16 lipca 1930 kolonię Sławęcin wyłączono z gminy Dziekanów i włączono do Hrubieszowa.